# Achères (Yvelines)
Pour les articles homonymes, voir Achères.
Achères est une commune française située dans le département des Yvelines, en Île-de-France.

## Géographie

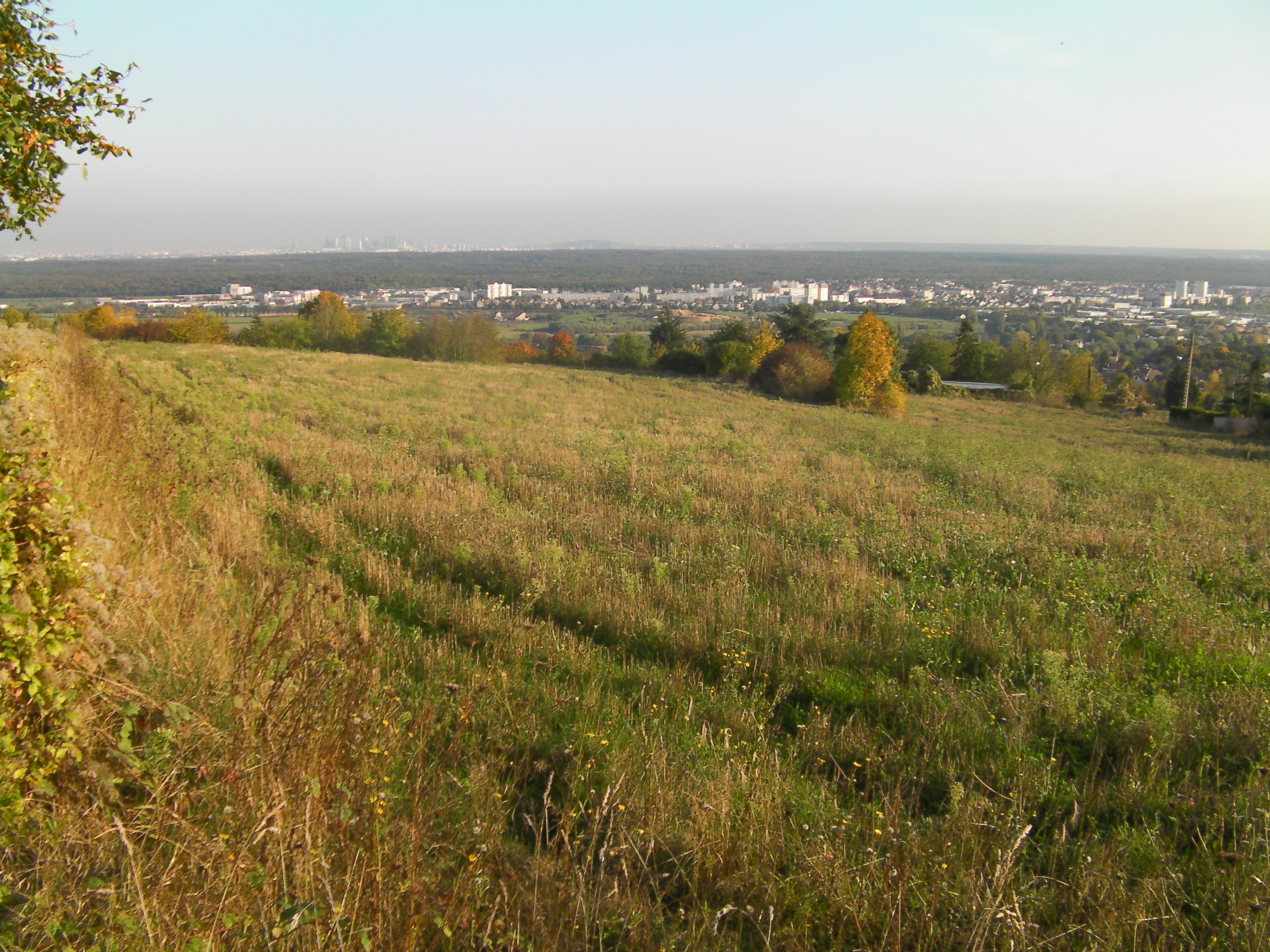
Achères depuis Andrésy.

La commune d'Achères se trouve dans le nord-est des Yvelines, près de la limite du Val-d'Oise, à sept kilomètres environ au nord de Saint-Germain-en-Laye, chef-lieu d'arrondissement et à vingt kilomètres environ au nord-ouest de Versailles, préfecture du département.
La forme du territoire communal, qui épouse cette boucle de la Seine face au confluent de l’Oise et la forêt de Saint-Germain-en-Laye, ressemble à une corne, un croissant le long de la Seine avec une sorte de renflement à l'ouest où se trouve le centre habité. Il ne longe toutefois pas le fleuve sur toute sa longueur, certains communes principalement situées sur la rive droite possédant une « frange » de territoire sur la rive gauche, frange qui correspond à d'anciennes îles aujourd'hui soudées à la rive gauche.
|                               | Conflans-Sainte-Honorine | Herblay-sur-Seine (95)   |
| Andrésy                       | Achères                  | La Frette-sur-Seine (95) |
| Poissy, Carrières-sous-Poissy | Saint-Germain-en-Laye    | Maisons-Laffitte         |

### Hydrographie
Achères est situé dans une boucle de la Seine, une boucle entourant la forêt domaniale de Saint-Germain-en-Laye. Dans ce secteur, la Seine reçoit l’eau de l’Oise. Le fleuve a marqué l'histoire et l'économie de la ville. Une station d'épuration existe depuis 1940, la station d'épuration Seine Aval. Elle est alimentée par des eaux usées issues de différents émissaires d'une partie de l’agglomération parisienne. C'est une des plus importantes stations du monde par le volume d'eau traité. Un port est en projet qui viendra compléter les infrastructures portuaires franciliennes de Gennevilliers, Bonneuil-sur-Marne et Limay.

### Relief et géologie
Le territoire de la commune étant situé dans la vallée de la Seine, Achères présente une altitude moyenne très basse (entre 18 et 32 mètres d'altitude). Le village historique est situé sur une colline et son flanc orienté vers la plaine et la Seine.

### Climat
Pour des articles plus généraux, voir Climat de l'Île-de-France et Climat des Yvelines.
En 2010, le climat de la commune est de type climat océanique dégradé des plaines du Centre et du Nord, selon une étude du CNRS s'appuyant sur une série de données couvrant la période 1971-2000. En 2020, Météo-France publie une typologie des climats de la France métropolitaine dans laquelle la commune est dans une zone de transition entre le climat océanique et le climat océanique altéré et est dans la région climatique Sud-ouest du bassin Parisien, caractérisée par une faible pluviométrie, notamment au printemps (120 à 150 mm) et un hiver froid (3,5 °C).
Pour la période 1971-2000, la température annuelle moyenne est de 11,5 °C, avec une amplitude thermique annuelle de 15 °C. Le cumul annuel moyen de précipitations est de 648 mm, avec 10,6 jours de précipitations en janvier et 7,6 jours en juillet. Pour la période 1991-2020, la température moyenne annuelle observée sur la station météorologique la plus proche, située sur la commune de Pontoise à 10 km à vol d'oiseau, est de 12,5 °C et le cumul annuel moyen de précipitations est de 666,7 mm,. Pour l'avenir, les paramètres climatiques de la commune estimés pour 2050 selon différents scénarios d'émission de gaz à effet de serre sont consultables sur un site dédié publié par Météo-France en novembre 2022.

### Utilisation du territoire
| Type d'occupation           | Pourcentage | Superficie (en hectares) |
| --------------------------- | ----------- | ------------------------ |
| Espace urbain construit     | 33,5 %      | 321,72                   |
| Espace urbain non construit | 10,2 %      | 98,08                    |
| Espace rural                | 56,3 %      | 539,86                   |
| Source : Iaurif             |             |                          |

Avec 960 hectares, Achères est une commune légèrement plus grande que la moyenne yvelinoise qui est de 872 hectares.
Le territoire communal est majoritairement rural, à 56,3 %, l'espace urbain construit occupant 322 hectares, soit 33,5 % du territoire total.
L'espace rural est dédié principalement à l'agriculture qui occupe 335 hectares (dont 317 de grande culture céréalière), soit 35,3 % du territoire communal. Les cultures se trouvent surtout au nord du secteur habité.
Les parties boisées sont très limitées (5 hectares), tandis qu'il existe environ 150 hectares d'espace rural en friches.
L'espace urbain ouvert, consacré aux parcs, jardins et terrains de sport, s'étend sur 98 hectares (10,2 % du territoire communal), dont 45 hectares de parcs et jardins, 17 hectares de terrains de sport et 36 hectares de terrains vacants.
La surface consacrée à l'habitat couvre 170 hectares (17,7 % de la superficie totale) et comprend des habitations individuelles sur 140,5 hectares et de l'habitat collectif sur 29,3 hectares.
Les activités économiques et commerciales occupent 86 hectares (soit 9 % du territoire total). Ces implantations incluent notamment une partie des installations de la station d'épuration Seine-Aval.

### Quartiers
- Quartier de la Gare - Petite arche (abritant la Gare)
- les Champs-de-Villars - Cité de la Barricade (Grands ensembles HLM)
- Le Centre-Ville / Saint-Martin  (Quartier centrale et dynamique de la ville avec services et commerces)
- le Montsouris (quartier pavillonnaire)
- les Plantes d'Hennemont (Grand ensemble HLM)
- la Grange-Saint-Louis (Quartier résidentiel)
- Rocourt (quartier pavillonnaire)
- le Chêne-Feuillu (quartier pavillonnaire)
- ZAC des Communes (Zone commerciale et industrielle)
- la Porte-de-Seine

### Infrastructures
Les principaux axes de circulation traversant la commune sont la route nationale 184 menant à Conflans-Sainte-Honorine vers le nord et à Saint-Germain-en-Laye vers le sud et la route départementale 30 qui commence au droit de la nationale 184 et mène vers le sud à Plaisir.
Achères est desservie par une branche du RER A ainsi que par les trains du Transilien L à la gare d'Achères-Ville. La gare d'Achères - Grand Cormier dessert l'ancien site de triage ferroviaire proche d'Achères, dans la forêt de Saint-Germain-en-Laye.
À l'horizon 2028, 38 minutes devraient être nécessaires pour rejoindre Achères depuis Saint-Cyr-l’École avec le Tram T13. Le tronçon de Saint-Germain-en-Laye à Achères viendra prolonger la ligne de Saint-Cyr-l’École à Saint-Germain-en-Laye qui est en service depuis le 6 juillet 2022.
La construction d'un second collège près de la gare d'Achères-Ville, sur l'avenue du Général-de-Gaulle, a commencé en janvier 2013. Son ouverture a eu lieu en septembre 2014, il a été baptisé collège Camille du Gast, samedi 29 novembre 2014 lors de son inauguration, le bâtiment est quant à lui classé HQE. Ce projet a pour objectif de répondre à la saturation du collège Jean-Lurçat. Cette nouvelle infrastructure comprend un centre administratif, un externat, une demi-pension ainsi qu'un terrain de sport pouvant accueillir 500 élèves.

## Urbanisme

### Typologie
Au 1er janvier 2024, Achères est catégorisée grand centre urbain, selon la nouvelle grille communale de densité à sept niveaux définie par l'Insee en 2022.
Elle appartient à l'unité urbaine de Paris, une agglomération inter-départementale regroupant 407  communes, dont elle est une commune de la banlieue,,. Par ailleurs la commune fait partie de l'aire d'attraction de Paris, dont elle est une commune du pôle principal,. Cette aire regroupe 1 929 communes,.

### Transports

#### Ferroviaire
La commune est desservie par deux gares :
- Achères-Ville, située au nord de la ville, mise en service en 1976, est sur l'ancienne ligne Paris Dieppe, actuellement la ligne du RER A Branche Cergy-le-Haut et du Transilien Ligne L Branche Cergy-le-Haut. Correspondance avec les lignes de bus A1, A2, 4 et 5, ainsi qu'avec la ligne 13 à moins de 5 minutes de marche de la gare ;
- Achères - Grand-Cormier, qui se situe en fait sur la commune de Saint-Germain-en-Laye, mise en service en 1931, remplace celle d'origine de 1843, lorsque cette dernière est supprimée. Elle est sur la ligne du RER A Branche Poissy. Cette gare n'est desservie par aucune ligne de bus. Une autre gare, disparue, appelée "Achères Village", se trouvait sur la ligne des navettes Achères↔Pontoise près de l'ancien passage à niveau  sur la route menant  à la Maison de la Légion d'Honneur, en forêt.

#### Routier
La commune est desservie par plusieurs lignes de bus :
- Réseau de bus Cergy-Pontoise Confluence :
  - Ligne 1204 : Gare de Conflans-Sainte-Honorine Place Romagné - Gare de Saint-Germain-en-Laye ;
  - Ligne 1205 : Gare de Conflans-Sainte-Honorine Place Romagné - Gare Sud de Poissy ;
  - Ligne 1221 : Gare d'Achères-Ville - Mairie - 14 juillet - Mozart - Gare d'Achères-Ville ;
  - Ligne 1222 : Gare d'Achères-Ville - Chambre de Commerce et d'Industrie Poissy Technoparc ;
- Réseau de bus Poissy - Les Mureaux :
  - Ligne 72 : Achères Lycée Louise Weiss - Verneuil-sur-Seine Notre-Dame Chemin Vert ;
- Réseau de bus Noctilien :
  - Ligne N152 : Gare de Paris-Saint-Lazare - Gare de Cergy-le-Haut.

#### Projets
Le projet de ligne 13 du tramway d'Île-de-France a pour but d'utiliser en grande partie les infrastructures ferroviaires existantes de la Grande Ceinture, pour contourner Paris et encourager les déplacements de banlieue à banlieue. Achères devrait devenir le terminus du prolongement de la ligne entre Saint-Germain et Saint-Cyr-l'École.
De plus, le futur port d'Achères devrait être installé sur le secteur de l'île du Bac. Profitant de sa place stratégique au confluent de la Seine et de l'Oise et donc au carrefour du trafic fluvial européen, il permettra aux Yvelines de devenir un axe économique fort du Grand Paris[source insuffisante].

### Qualité de l'environnement
La commune est depuis plusieurs décennies confrontée à un problème important et durable de pollution presque généralisée des sols : durant plus d'un siècle (1895 → 1999), une grande partie du territoire communal a en effet servi de zones d'épandage des eaux brutes et/ou partiellement traitées des égout de Paris et de communes périphériques ; Achères est la commune qui aurait reçu le plus de déchets de cette nature, parmi d'autres également très touchées (ex :  Carrières-sous-Poissy et Triel-sur-Seine (dans les Yvelines) et de Pierrelaye (Val-d'Oise qui sont les trois cas les plus concernés... parmi un total de 19 communes regroupant, vers 2012, 300 000 habitants dont 25 000 enfants âgés de moins de 9 ans).
Des épandages se sont poursuivis jusqu'en 2005 (cette fois après traitement plus efficace des eaux). À partir de 2007, plusieurs études d'analyse de risque en matière de santé publique ont été entreprises sur les anciennes plaines d’épandage des eaux usées de Paris, avec des rendus échelonnés : en 2008, en 2011 en 2012,(en s'appuyant sur la mise à jour des méthodes de calcul de la bioaccessibilité de l'arsenic qui a précédé une réévaluation du « bruit de fond » (en 2013) en matière de pollution arséniée dans ces secteurs. Une étude complémentaire a été publiée en 2013. 
Ces études ont toutes conclu que les épandages ont causé (plus ou moins selon les époques) des teneurs parfois très élevée en plomb, mercure, cadmium, cuivre, zinc, manganèse.. et d'autres polluants pas, peu ou difficilement dégradables. Ceci a conduit à une pollution chronique des sols agricoles, qui dépassent encore parfois de loin les normes en vigueur.
Lors du baby boom et en raison d'une démographie croissante caractérisant la ceinture des communes entourant Paris, ces sols ont souvent été construits, et/ou ils restent dans les jardins ou à proximité d'écoles une source importante de risque de saturnisme (par exemple en cas de consommation de légumes, de gibier ou produits animaux produits issus les champs ou jardins pollués). Ils sont notamment une source importante de saturnisme infantile (car les enfants portent plus facilement leurs doigts ou des objets sales à la bouche). En 2007, l'ARS avait déjà identifié 54 sites (où les épandages avaient été parmi les plus intenses) où des écoles, crèches, collèges, stades ont été construits ou bien qui sont devenus des jardins ouvriers ou potagers privés : jusqu'à 690 mg/kg ont été trouvés dans la terre de jardin, et plusieurs écoles ne respectaient pas le seuil d'alerte de 200 mg/kg.
En 2018, une étude a porté sur  4.620 hectares sur 3 communes dont Achères. Un calcul de risques de saturnisme infantile a été fait selon 4 scénarios d’exposition. Dans tous les cas, l’évaluation sanitaire a conclu à un risque avéré pour les enfants de 0 à 6 ans du site. Les auteurs suggèrent des mesures de réduction des expositions et d'incitation au dépistage.

## Toponymie
La ville est citée dans un document ancien du Xe siècle sous la forme latinisée Villam Apiarias en 990,. On trouve ensuite les formes Acheriis, Aschere, Aschieres. La graphie Achères est attestée pour la première fois en 1617[réf. nécessaire].
Il s'agit d'une formation toponymique gallo-romane ou médiévale, basée sur le gallo-roman apiariu « ruche » (du latin apis « abeille » + suffixe -arium, d'où apiarium « ruche ») à l'accusatif féminin pluriel apiarias désignant des ruches ou des « (fermes) pourvues de ruches » ou directement basée sur l'ancien français aschier « rucher » + suffixe -(ièr)es localisant au pluriel.

## Histoire

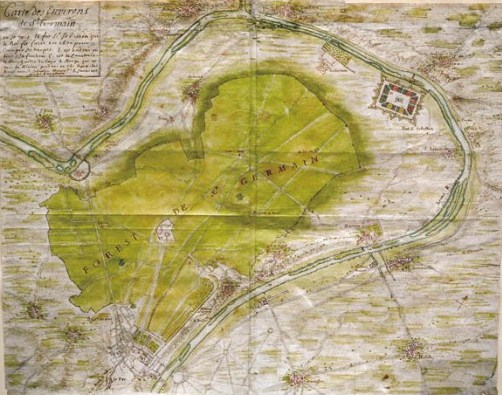
Carte d'époque non datée indiquant la position du camp fortifié de Saint-Sébastien.

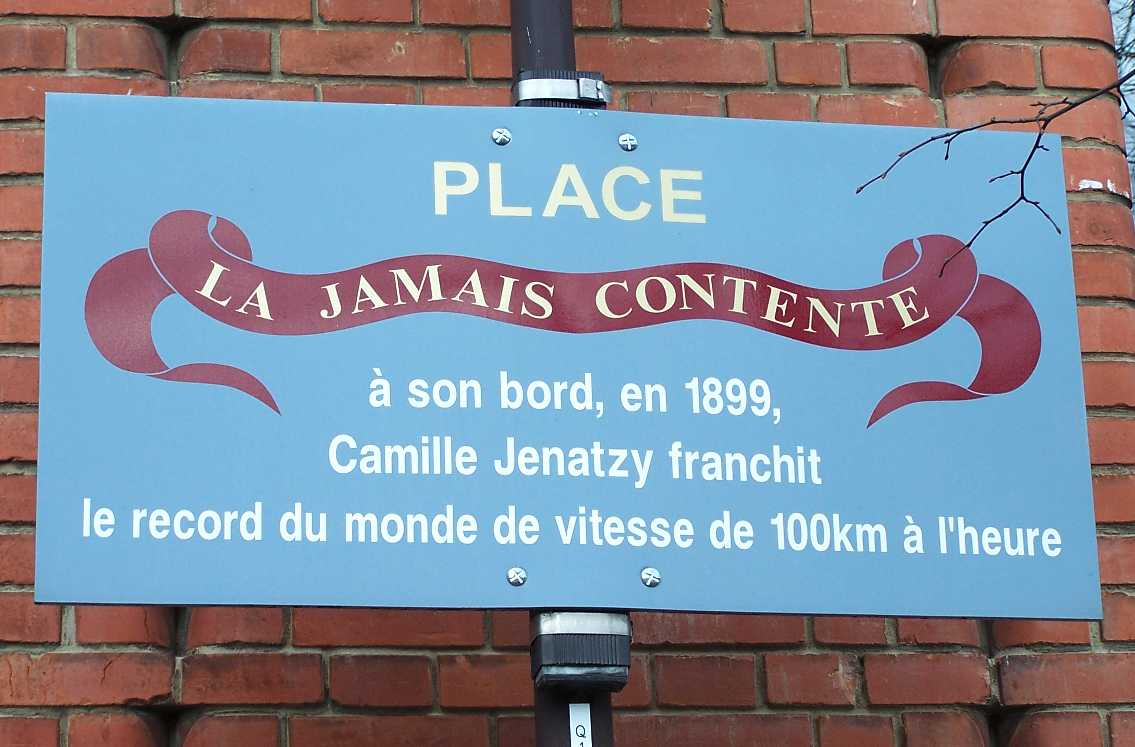
Panneau de la place La Jamais Contente.

Le site d'Achères est habité depuis l'époque néolithique. On a également relevé des traces d'habitats gallo-romains. En 911, les Normands qui ravageaient le pays, auraient pillé le hameau de Rocourt où se serait trouvé un château de la seigneurie d'Achères.
Toutefois, il n'existe aucun document antérieur à 1212, année où les habitants d'Achères obtiennent de Philippe Auguste l'autorisation de ramasser le bois mort dans la forêt de Laye et d'y mener paître leurs animaux.
Parmi les personnages historiques, le roi Saint Louis serait né sur le territoire de la commune, à l'endroit encore appelé aujourd'hui la « Grange Saint-Louis ».
Au Moyen Âge, il y avait deux seigneuries sur le territoire de la commune, celle d'Achères et celle de Garennes, qui furent réunies en 1525 par Charlotte Briçonnet, veuve de Pierre Le Gendre, qui les avaient acquises "des commissaires ordonnés par le roi pour l'aliénation du domaine". En 1553, cette nouvelle seigneurie devient la possession de la famille Morlet du Museau ; Charles de Morlet se titrait marquis de Garennes sous Louis XIV. Elle deviendra par mariage la propriété de Jean de Massol, avocat général à la chambre des comptes, vers 1693, puis de leur fils Antoine-Bernard (hommage en 1738).
En 1699, Louis XIV fait construire un camp militaire appelé camp Saint-Sébastien. En 1687 (confirmé en 1688) l'usage de mener paître les bestiaux dans la forêt fut définitivement aboli et transporté sur les bords de la Seine. L'usage du ramassage du bois mort persista. Durant son règne, Louis XV passa plusieurs revues militaires dans la plaine d'Achères.
En 1736, la haute, moyenne et basse justice d'Achères furent réunies au domaine royal et à la prévôté de Saint-Germain. En 1749, la seigneurie est vendue à Jean-Baptiste de Machault d'Arnouville ; le village redevient quant à lui possession royale en 1751.
Plusieurs événements majeurs ont lieu au XIXe siècle. Ainsi, de 1847 à 1855 a lieu la construction, par les agriculteurs d'Achères, d'une digue de protection contre les inondations dues aux crues de la Seine. Cet ouvrage de six kilomètres de long, monumental pour l'époque, s'étend alors entre le pont de Conflans et Poissy.
Jusqu'en 1862, les deux-tiers du territoire appartenaient à deux propriétaires : l'État pour le domaine de Garennes de 279 hectares et le baron de Ladoucette[Lequel ?] pour sa ferme d'Achères de 233 hectares.
En 1882 est implantée la gare de triage en limite de la forêt de Saint-Germain-en-Laye, au lieu-dit du Cormier. Cette activité va durablement lier la commune à la présence des cheminots. Aujourd'hui, à l'instar de celle de Trappes, la gare de triage est fermée. En souvenir de ce passé, un petit wagon de marchandises bariolé a été installé au milieu de l'espace de circulation entre les bâtiments de l'hôtel de ville. En 1889 sont implantés des champs d'épandage des eaux d'égouts de la ville de Paris sur des terrains agricoles, rachetés par expropriation par la ville de Paris et rebaptisés « parc agricole ».
Peu avant le début du XXe siècle, et plus exactement le 29 avril 1899, Achères devient célèbre lorsque Camille Jenatzy, au volant de sa Jamais Contente, une automobile électrique de sa conception, dépasse officiellement pour la première fois au monde les 100 km/h. Cet exploit se déroula sur la route centrale du "parc agricole" choisie pour sa longue ligne droite de 3 kilomètres. Son record est précisément établi à 105,882 km/h. Le nom de « La Jamais Contente » a été donné à la place située entre l'arrière de l'église et la mairie, du côté de l'entrée de la bibliothèque. Le Concours de vitesse d'Achères avait été créé en 1898 par l'Automobile Club de France pour homologuer les records de vitesse des premières automobiles.
La station d'épuration appelée aujourd'hui « Seine-Aval », et qui s'étend en grande partie sur le territoire communal de Saint-Germain-en-Laye, est créée en 1940. Cette station d'épuration est la plus importante d’Europe, la seconde au monde après celle de Chicago. L’usine traite les déchets des huit millions d’habitants des départements des Hauts-de-Seine, Seine-Saint-Denis, Val-de-Marne et de Paris, répartis sur 180 communes de l'Île-de-France, soit 140 000 tonnes de boues brutes déshydratées par an. Le maître d’ouvrage est le syndicat interdépartemental d'assainissement de l'agglomération parisienne ; le suivi de l’épandage est quant à lui assuré par la société SEDE Environnement.

## Politique et administration

### Tendances politiques et résultats

#### Élections législatives
Résultats des seconds tours ou des deux meilleurs scores du premier tour si dépassement de 50 % :
- Élections législatives de 1988 : 37,25 % pour Pierre Soulat (PCF), 21,98 % pour Michel Péricard (RPR). Le taux de participation était de 61,06 %.
- Élections législatives de 1993 :  30,95 % pour Pierre Soulat (PCF), 30,02 % pour Michel Péricard (RPR). Le taux de participation était de 66,96 %.
- Élections législatives de 1997 :  61,69 % pour Jean Laurent (PS), 38,31 % pour Michel Péricard (RPR). Le taux de participation était de 61,48 %.
- Élections législatives de 2002 : 51,94 % pour Pierre Morange (UMP), 48,06 % pour Jean Laurent (PS). Le taux de participation était de 51,68 %.
- Élections législatives de 2007 : 35,04 % pour Pierre Morange (UMP), 28,22 % pour Alain Outreman (PCF). Le taux de participation était de 55,59 %.
- Élections législatives de 2012 : 60,42 % pour Eddie Aït (PRG), 39,58 % pour Pierre Morange (UMP). Le taux de participation était de 47,08 %.
- Élections législatives de 2017 : 64,25 % pour Natalia Pouzyreff (LREM), 35,75 % pour Pierre Morange (UMP). Le taux de participation était de 35,29 %.
- Élections législatives de 2022 : 55,32 % pour Mélinda Sauger (LFI), 44,68 % pour Natalia Pouzyreff (RE). Le taux de participation était de 42,09 %.
- Élections législatives de 2024 : 45,08 % pour Mélinda Sauger (LFI), 28,42 % pour Natalia Pouzyreff (RE), 26,50 % pour Sophie Lelandais (RN). Le taux de participation était de 62,64 %.

#### Élections européennes
Résultats des deux meilleurs scores :
- Élections européennes de 1994 : 20,28 % pour Dominique Baudis (UDF), 16,31 % pour Michel Rocard (PS). Le taux de participation était de 46,94 %.
- Élections européennes de 1999 : 21,89 % pour François Hollande (PS), 14,40 % pour Robert Hue (PCF). Le taux de participation était de 40,88 %.
- Élections européennes de 2004 : 26,46 % pour Harlem Désir (PS), 11,81 % pour Patrick Gaubert (UMP). Le taux de participation était de 38,13 %.
- Élections européennes de 2009 : 21,08 % pour Michel Barnier (UMP), 19,34 % pour Daniel Cohn-Bendit (LV). Le taux de participation était de 33,99 %.
- Élections européennes de 2014 : 20,40 % pour Aymeric Chauprade (FN), 17,18 % pour Alain Lamassoure (UMP). Le taux de participation était de 36,72 %.
- Élections européennes de 2019 : 23,62 % pour Nathalie Loiseau (LREM), 17,68 % pour Jordan Bardella (RN). Le taux de participation était de 45,17 %.
- Élections européennes de 2024 : 23,30 % pour Jordan Bardella (RN), 21,55 % pour Manon Aubry (LFI). Le taux de participation était de 46,66 %.

#### Élections régionales
Résultats des seconds tours :
- Élections régionales de 2004 : 58,45 % pour Jean-Paul Huchon (PS), 30,64 % pour Jean-François Copé (UMP), 10,91 % pour Marine Le Pen (FN). Le taux de participation était de 59,34 %.
- Élections régionales de 2010 : 66,52 % pour Jean-Paul Huchon (PS), 33,48 % pour Valérie Pécresse (UMP). Le taux de participation était de 41,45 %.
- Élections régionales de 2015 : 45,84 % pour Claude Bartolone (PS), 36,95 % pour Valérie Pécresse (LR), 17,21 % pour Wallerand de Saint-Just (FN). Le taux de participation était de 50,16 %.
- Élections régionales de 2021 : 43,68 % pour  Valérie Pécresse (LR), 34,82 % pour Julien Bayou (EÉLV), 12,41 % pour Jordan Bardella (RN), 9,09 % pour Laurent Saint-Martin (LREM). Le taux de participation était de 26,84 %.

#### Élections départementales
Résultats des seconds tours :
- Élections départementales de 2015 : 72,43 % pour Karl Olive et Élodie Sornay (UMP), 27,57 % pour Jérôme d'Halluin et Sophie Terrier-Nicolle (FN). Le taux de participation était de 37,87 %.
- Élections départementales de 2021 : 62,56 % pour Suzanne Jaunet (LR) et Karl Olive (DVD), 37,44 % pour Salah Anouar (EÉLV) et Michèle Foubert (PCF). Le taux de participation était de 26,83 %.

#### Élections cantonales
Résultats des seconds tours :
- Élections cantonales de 1992 : 56,89 % pour Gérard Caillet (PS), 43,19 % pour Jean Giamello (RPR). Le taux de participation était de 49,28 %.
- Élections cantonales de 1998 : 62,83 % pour Alain Outreman (PCF), 37,17 % pour Maurice Solignac (RPR). Le taux de participation était de 52,34 %.
- Élections cantonales de 2008 : 61,06 % pour Alain Outreman (PCF), 38,94 % pour Maurice Solignac (UMP). Le taux de participation était de 52,42 %.

#### Élections municipales

##### Élections municipales de 2008
- Maire sortant : Alain Outreman (PCF)
- 33 sièges à pourvoir au conseil municipal

| Tête de liste           | Tête de liste    | Liste          | Premier tour | Premier tour | Second tour | Second tour | Sièges | Sièges |
| Tête de liste           | Tête de liste    | Liste          | Voix         | %            | Voix        | %           | CM     |        |
| ----------------------- | ---------------- | -------------- | ------------ | ------------ | ----------- | ----------- | ------ | ------ |
|                         | Alain Outreman*  | PCF            | 2 893        | 40,70        | 3 266       | 48,66       |        |        |
|                         | Daniel Lattanzio |                | 1 205        | 17,37        | 2 382       | 35,49       |        |        |
|                         | Roger Colas      | DVG            | 995          | 14,34        | 1 064       | 15,85       |        |        |
|                         | Suzanne Jaunet   | DVD            | 1 845        | 26,59        |             |             |        |        |
|                         |                  |                |              |              |             |             |        |        |
| Inscrits                | Inscrits         | Inscrits       | 12 765       | 100,00       | 12 765      | 100,00      |        |        |
| Abstentions             | Abstentions      | Abstentions    | 5 639        | 44,18        | 5 897       | 46,20       |        |        |
| Votants                 | Votants          | Votants        | 7 126        | 55,82        | 6 868       | 53,80       |        |        |
| Blancs et nuls          | Blancs et nuls   | Blancs et nuls | 188          | 2,64         | 156         | 2,27        |        |        |
| Exprimés                | Exprimés         | Exprimés       | 6 938        | 97,36        | 6 712       | 97,73       |        |        |
| *Liste du maire sortant |                  |                |              |              |             |             |        |        |

##### Élections municipales de 2014
- Maire sortant : Alain Outreman (PCF)
- 33 sièges à pourvoir au conseil municipal (population légale 2011 : 19 606 habitants)
- 9 sièges à pourvoir au conseil communautaire (CU Grand Paris Seine et Oise)

| Tête de liste            | Tête de liste    | Liste          | Premier tour | Premier tour | Second tour | Second tour | Sièges | Sièges |
| Tête de liste            | Tête de liste    | Liste          | Voix         | %            | Voix        | %           | CM     | CC     |
| ------------------------ | ---------------- | -------------- | ------------ | ------------ | ----------- | ----------- | ------ | ------ |
|                          | Marc Honoré      | DVD            | 2 857        | 40,62        | 4 115       | 52,32       | 25     | 7      |
|                          | Alain Outreman * | PCF            | 3 141        | 44,66        | 3 750       | 47,67       | 8      | 2      |
|                          | Assia Autret     | DVD            | 1 035        | 14,71        |             |             |        |        |
|                          |                  |                |              |              |             |             |        |        |
| Inscrits                 | Inscrits         | Inscrits       | 13 289       | 100,00       | 13 289      | 100,00      |        |        |
| Abstentions              | Abstentions      | Abstentions    | 5 892        | 44,34        | 5 156       | 38,80       |        |        |
| Votants                  | Votants          | Votants        | 7 397        | 55,66        | 8 133       | 61,20       |        |        |
| Blancs et nuls           | Blancs et nuls   | Blancs et nuls | 364          | 4,92         | 268         | 3,30        |        |        |
| Exprimés                 | Exprimés         | Exprimés       | 7 033        | 95,08        | 7 865       | 96,70       |        |        |
| * Liste du maire sortant |                  |                |              |              |             |             |        |        |

##### Élections municipales de 2020
- Maire sortant : Marc Honoré (DVD)
- 35 sièges à pourvoir au conseil municipal (population légale 2017 : 21 017)
- 6 sièges à pourvoir au conseil communautaire (Grand Paris Seine et Oise)

| Tête de liste                               | Tête de liste            | Liste                            | Premier tour | Premier tour | Second tour | Second tour | Sièges | Sièges |
| Tête de liste                               | Tête de liste            | Liste                            | Voix         | %            | Voix        | %           | CM     | CC     |
| ------------------------------------------- | ------------------------ | -------------------------------- | ------------ | ------------ | ----------- | ----------- | ------ | ------ |
|                                             | Marc Honoré              | DVD                              | 2 282        | 46,12        | 2 522       | 56,28       | 28     | 5      |
| Unis pour Achères                           |                          |                                  | 2 282        | 46,12        | 2 522       | 56,28       | 28     | 5      |
|                                             | Alain Outreman           | PCF diss. - DVG                  | 1 001        | 20,23        | 1 331       | 29,70       | 5      | 1      |
| Du concret pour Achères                     |                          |                                  | 1 001        | 20,23        | 1 331       | 29,70       | 5      | 1      |
|                                             | Michèle Foubert          | PCF - PS - G·s - EÉLV - RDG - ND | 824          | 16,65        | 1 331       | 29,70       | 5      | 1      |
| Gauche citoyenne et écologiste pour Achères |                          |                                  | 824          | 16,65        | 1 331       | 29,70       | 5      | 1      |
|                                             | Salim Lesage             | DVC                              | 840          | 16,97        | 628         | 14,01       | 2      | 0      |
| Achères ma ville                            |                          |                                  | 840          | 16,97        | 628         | 14,01       | 2      | 0      |
|                                             |                          |                                  |              |              |             |             |        |        |
| Votes valides                               | Votes valides            | Votes valides                    | 4 947        | 97,25        | 4 481       | 97,48       |        |        |
| Votes blancs                                | Votes blancs             | Votes blancs                     | 65           | 1,28         | 56          | 1,22        |        |        |
| Votes nuls                                  | Votes nuls               | Votes nuls                       | 75           | 1,47         | 60          | 1,31        |        |        |
| Total                                       | Total                    | Total                            | 5 087        | 100          | 4 597       | 100         | 35     | 6      |
| Abstention                                  | Abstention               | Abstention                       | 7 972        | 61,05        | 8 496       | 64,89       |        |        |
| Inscrits / participation                    | Inscrits / participation | Inscrits / participation         | 13 059       | 38,95        | 13 093      | 35,11       |        |        |

### Jumelages
Achères est jumelée à trois autres villes européennes :
- Großkrotzenburg (Allemagne) depuis 1972 ;
- Amarante (Portugal) depuis 1997 ;
- Stonehaven (Royaume-Uni) depuis 2018.

## Population et société

### Démographie

#### Évolution démographique
L'évolution du nombre d'habitants est connue à travers les recensements de la population effectués dans la commune depuis 1793. Pour les communes de plus de 10 000 habitants les recensements ont lieu chaque année à la suite d'une enquête par sondage auprès d'un échantillon d'adresses représentant 8 % de leurs logements, contrairement aux autres communes qui ont un recensement réel tous les cinq ans,.

En 2022, la commune comptait 21 663 habitants, en évolution de +4,03 % par rapport à 2016 (Yvelines : +2,72 %, France hors Mayotte : +2,11 %).
| 1793 | 1800 | 1806 | 1821 | 1831 | 1836 | 1841 | 1846 | 1851 |
| ---- | ---- | ---- | ---- | ---- | ---- | ---- | ---- | ---- |
| 349  | 415  | 416  | 433  | 479  | 506  | 508  | 553  | 585  |

| 1856 | 1861 | 1866 | 1872 | 1876 | 1881 | 1886 | 1891 | 1896 |
| ---- | ---- | ---- | ---- | ---- | ---- | ---- | ---- | ---- |
| 595  | 660  | 648  | 715  | 853  | 874  | 847  | 801  | 944  |

| 1901  | 1906  | 1911  | 1921  | 1926  | 1931  | 1936  | 1946  | 1954  |
| ----- | ----- | ----- | ----- | ----- | ----- | ----- | ----- | ----- |
| 1 158 | 1 260 | 1 496 | 1 703 | 2 374 | 3 109 | 3 641 | 3 936 | 4 459 |

| 1962  | 1968   | 1975   | 1982   | 1990   | 1999   | 2006   | 2011   | 2016   |
| ----- | ------ | ------ | ------ | ------ | ------ | ------ | ------ | ------ |
| 5 390 | 10 444 | 15 172 | 15 351 | 15 039 | 18 942 | 19 850 | 19 606 | 20 823 |

| 2021   | 2022   | - | - | - | - | - | - | - |
| ------ | ------ | - | - | - | - | - | - | - |
| 21 368 | 21 663 | - | - | - | - | - | - | - |

#### Pyramide des âges
En 2018, le taux de personnes d'un âge inférieur à 30 ans s'élève à 41,7 %, soit au-dessus de la moyenne départementale (38,0 %). À l'inverse, le taux de personnes d'âge supérieur à 60 ans est de 15,1 % la même année, alors qu'il est de 21,7 % au niveau départemental.
En 2018, la commune comptait 10 306 hommes pour 10 792 femmes, soit un taux de 51,15 % de femmes, légèrement inférieur au taux départemental (51,32 %).
Les pyramides des âges de la commune et du département s'établissent comme suit.
| Hommes | Classe d’âge | Femmes |
| ------ | ------------ | ------ |
| 0,2    | 90 ou +      | 0,6    |
| 3,5    | 75-89 ans    | 5,5    |
| 9,7    | 60-74 ans    | 10,6   |
| 19,9   | 45-59 ans    | 20,0   |
| 22,5   | 30-44 ans    | 24,0   |
| 19,9   | 15-29 ans    | 18,2   |
| 24,3   | 0-14 ans     | 21,1   |

| Hommes | Classe d’âge | Femmes |
| ------ | ------------ | ------ |
| 0,6    | 90 ou +      | 1,4    |
| 6      | 75-89 ans    | 7,8    |
| 13,5   | 60-74 ans    | 14,8   |
| 20,7   | 45-59 ans    | 20,1   |
| 19,6   | 30-44 ans    | 19,9   |
| 18,5   | 15-29 ans    | 16,8   |
| 21,2   | 0-14 ans     | 19,2   |

### Communautés
Les étrangers constituent une composante importante de la population achéroise.
Achères compte plusieurs communautés : Algériens, Marocains, Portugais, Antillais (Guadeloupéens, Martiniquais). Il y a également une importante communauté d'Afrique subsaharienne (Sénégalais, Maliens), des Comoriens, des Réunionnais et des Turcs. Certaines communautés ont aujourd'hui reculé, cependant, il reste encore beaucoup de descendants d'Italiens, d'Espagnols, de Polonais et un grand nombre d'Achérois sont d'origine bretonne.

### Équipements culturels

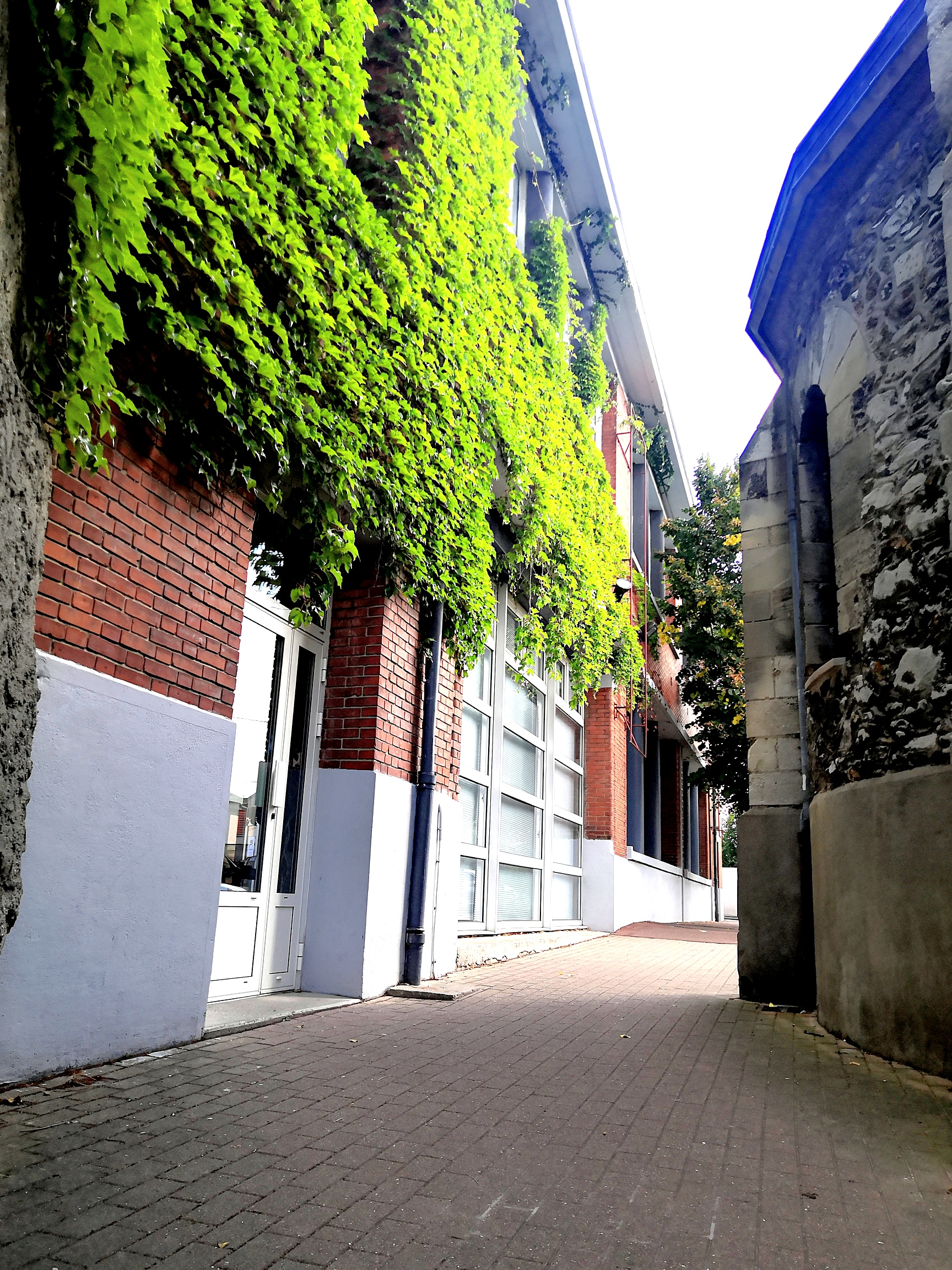
Façade de la Bibliothèque multimédia Paul-Éluard.

Achères dispose de trois infrastructures culturelles notables :
- La bibliothèque multimédia Paul-Éluard ;
- Le cinéma Pandora, qui possède le label « Art et Essai » et dispose de trois salles ;
- La salle de concert Le Sax.

### Médias
Achères dispose d'un média :
- Achères Aujourd'hui, journal mensuel d'informations locales distribué gratuitement dans les boites aux lettres et disponible en ligne sur le site de la mairie. Il est géré par la municipalité[65].

### Cultes
La paroisse catholique d'Achères dispose de deux lieux de culte : l'église Saint Martin et le centre paroissial Saint Jean XXIII.

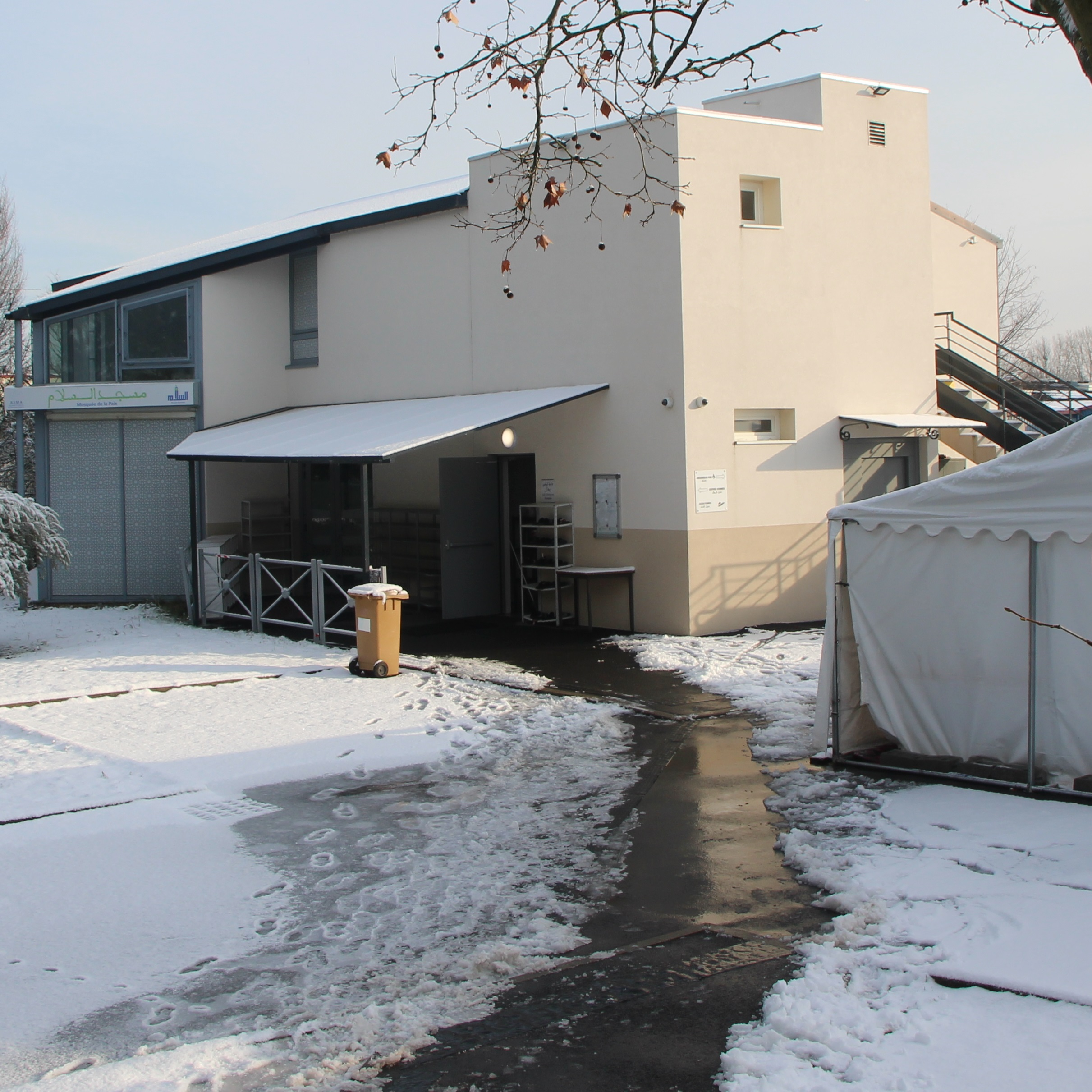
Mosquée de la Paix, façade est

La Mosquée de la Paix, dans la ZAC des communes, gérée par l'ASMA (« Association de Solidarité des Musulmans d'Achères ») est inaugurée le 25 juillet 2020, sur un ancien site de Haver France (de), offrant à la communauté musulmane d'Achères un lieu de culte.
Achères compte également une communauté évangélique : l'église baptiste Maranatha.

## Économie

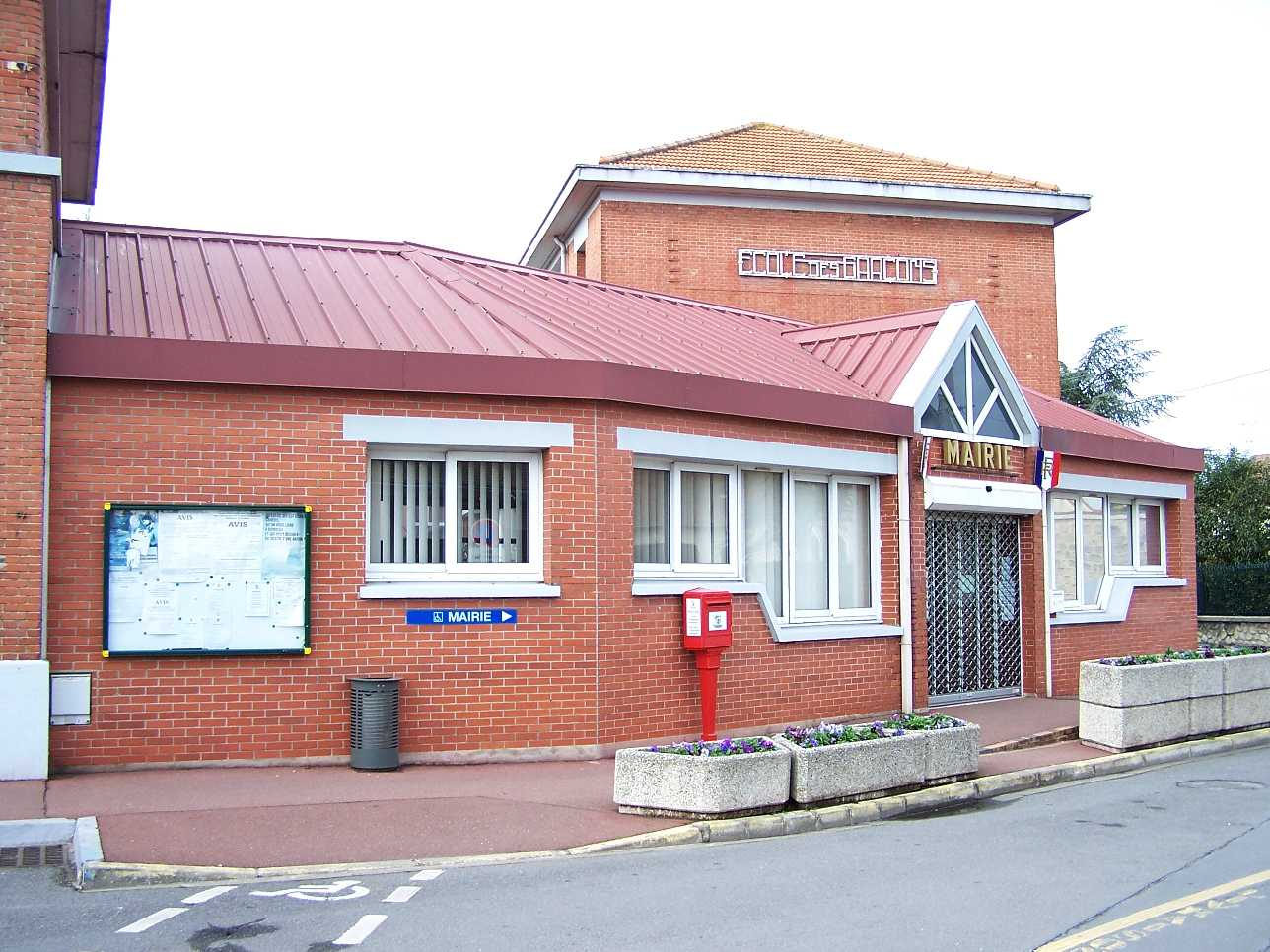
Hôtel de ville.

Commune résidentielle, Achères a évolué par la présence de l'important  site de production PSA (Peugeot-Citroën) de Poissy. La gare RER et Transilien construite au début des années 1980 a accentué son développement. La zone d'activités s'est développée au début des années 1990.
La gare de triage d'Achères également spécialisée dans le transport de l'industrie d'automobiles du nord-ouest de l'agglomération parisienne, qui est aujourd'hui fermée, se trouve en pleine forêt de Saint-Germain-en-Laye, sur le territoire de la commune du même nom.

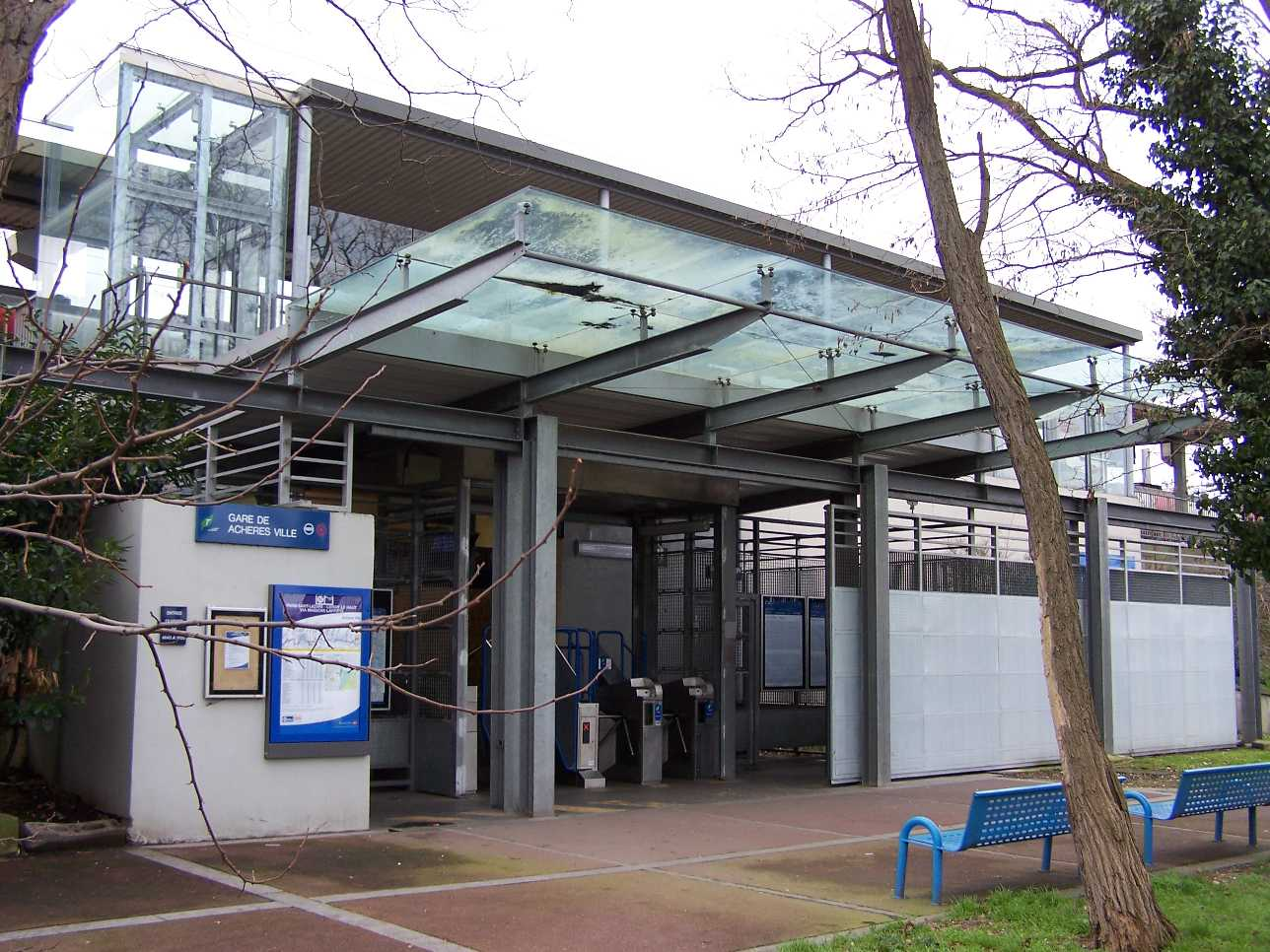
Gare d'Achères-Ville.
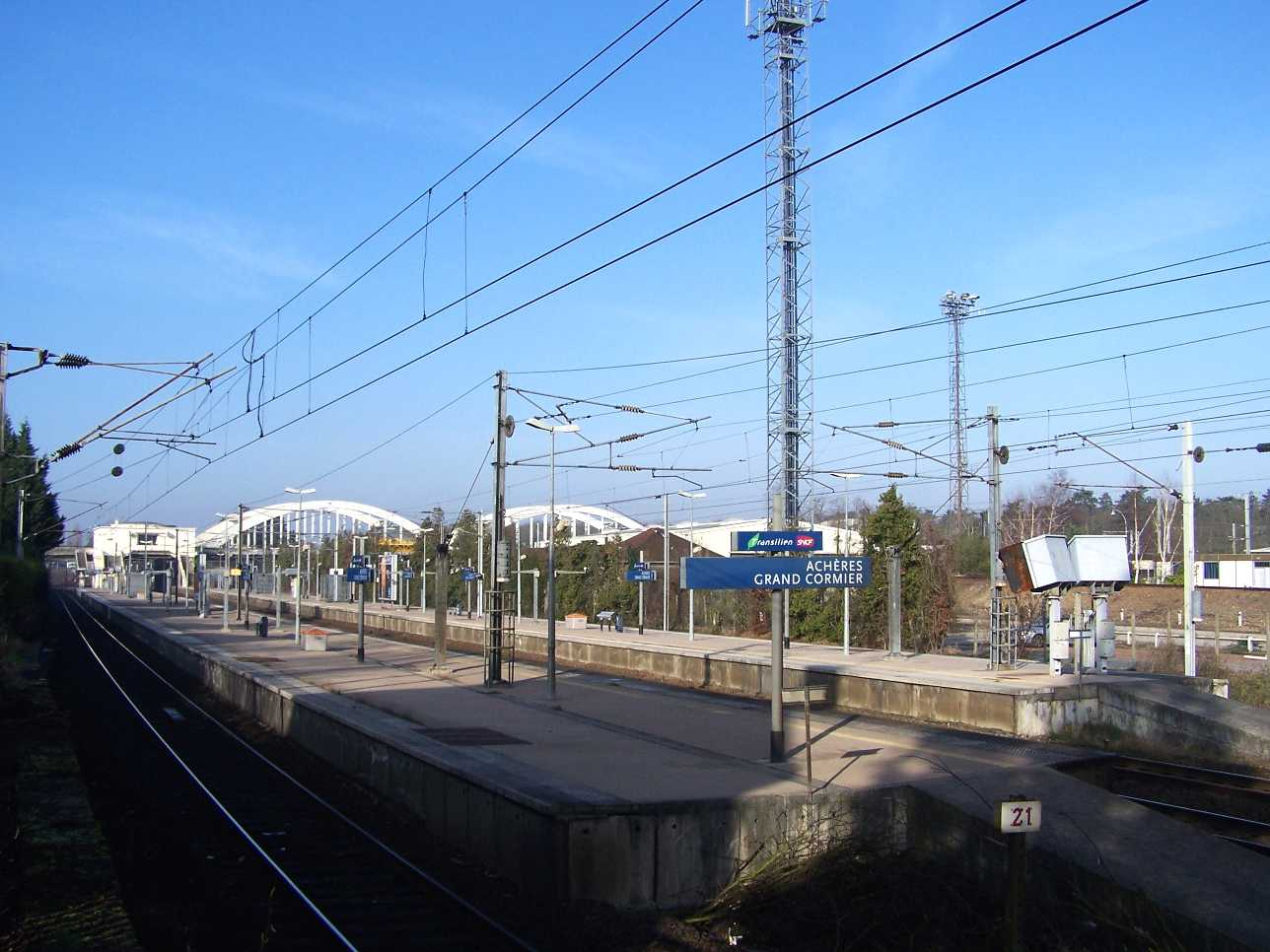
Gare d'Achères - Grand Cormier.

La station d'assainissement des eaux Seine-Aval est le principal site industriel d'Achères. Cette usine, qui traite les effluents d'une partie de l'agglomération parisienne, s'étend sur 800 hectares et est située en grande partie sur le territoire de la commune de Saint-Germain-en-Laye, couvrant un territoire autrefois inclus dans la forêt de Saint-Germain. C'est la plus importante station d'épuration d'Europe, et la deuxième au monde en termes de volume d'eau traité derrière celle de Chicago. Cette usine est classée Seveso seuil haut (risque maximal). Dans la nuit du 9 au 10 octobre 2022, une fuite importante a touché son unité de production de biogaz (4 tonnes), accident industriel majeur révélé dix jours plus tard.

## Culture locale et patrimoine

### Lieux et monuments

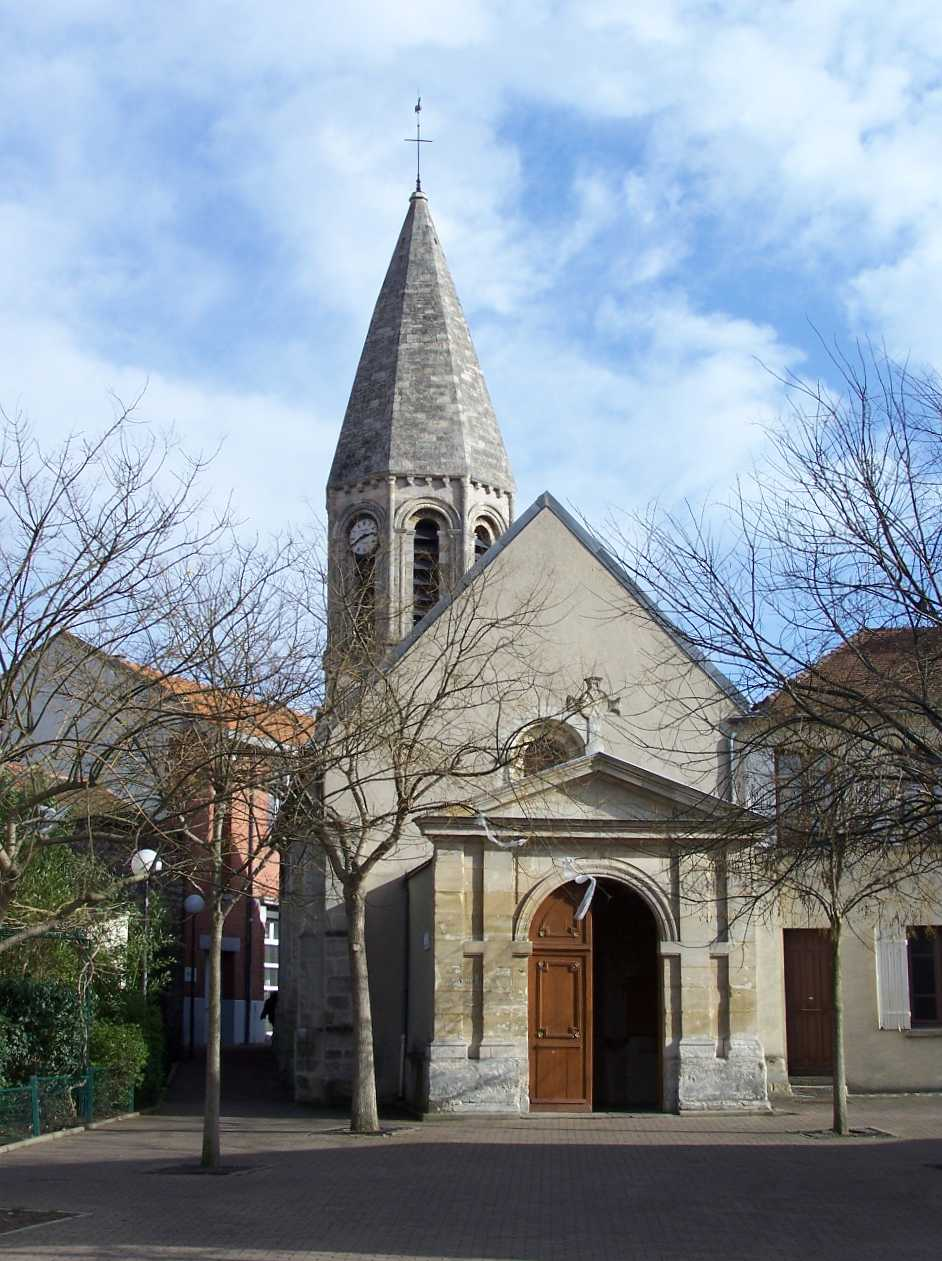
Église Saint-Martin.

Parmi les monuments notables d'Achères, on peut retenir l'église Saint-Martin, dont la construction remonte au XIIe siècle et dont le clocher a été restauré en 1904.
Achères abrite également d'anciennes ruines romaines dites « de Garennes ».

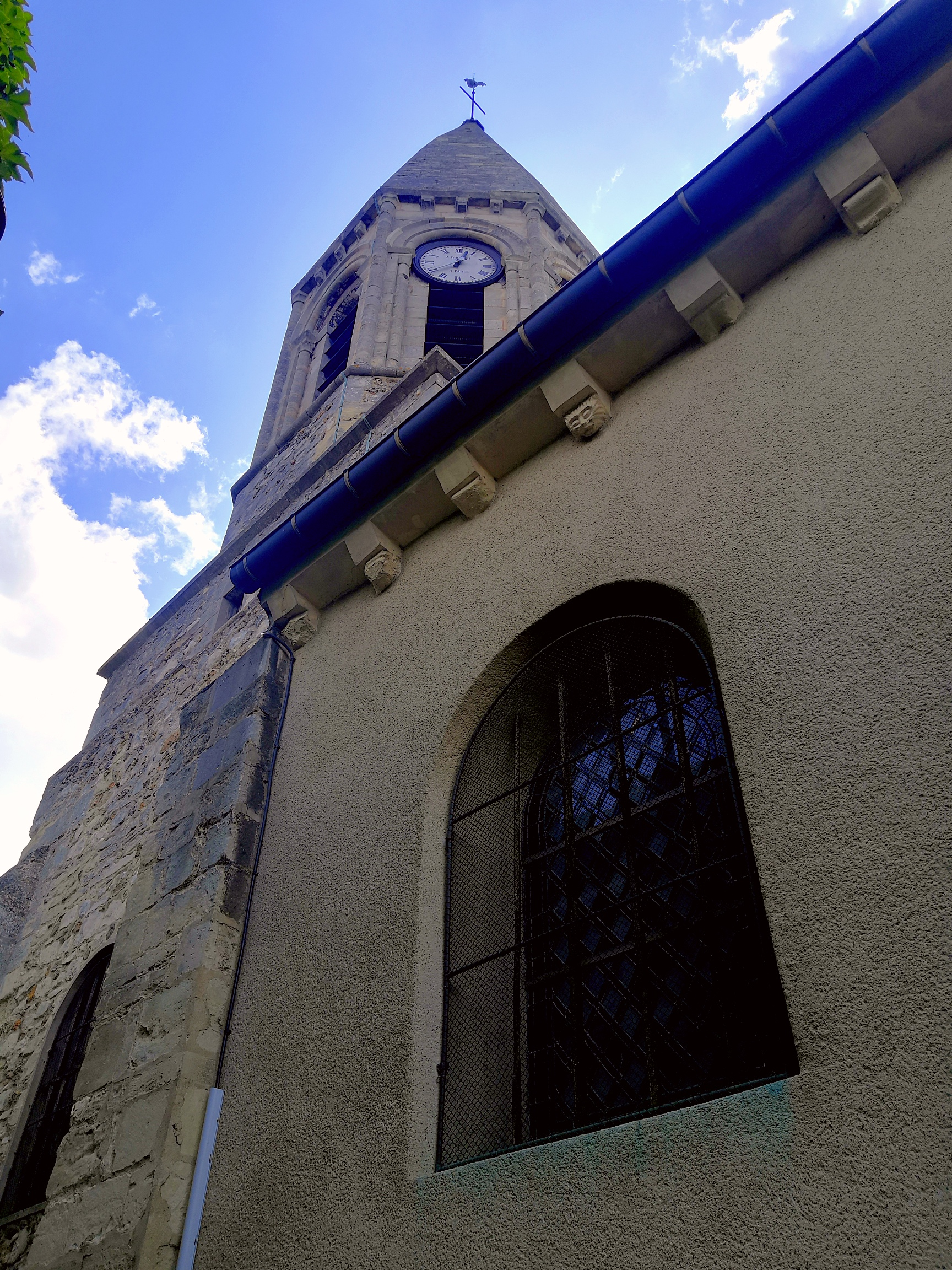
Église Saint-Martin
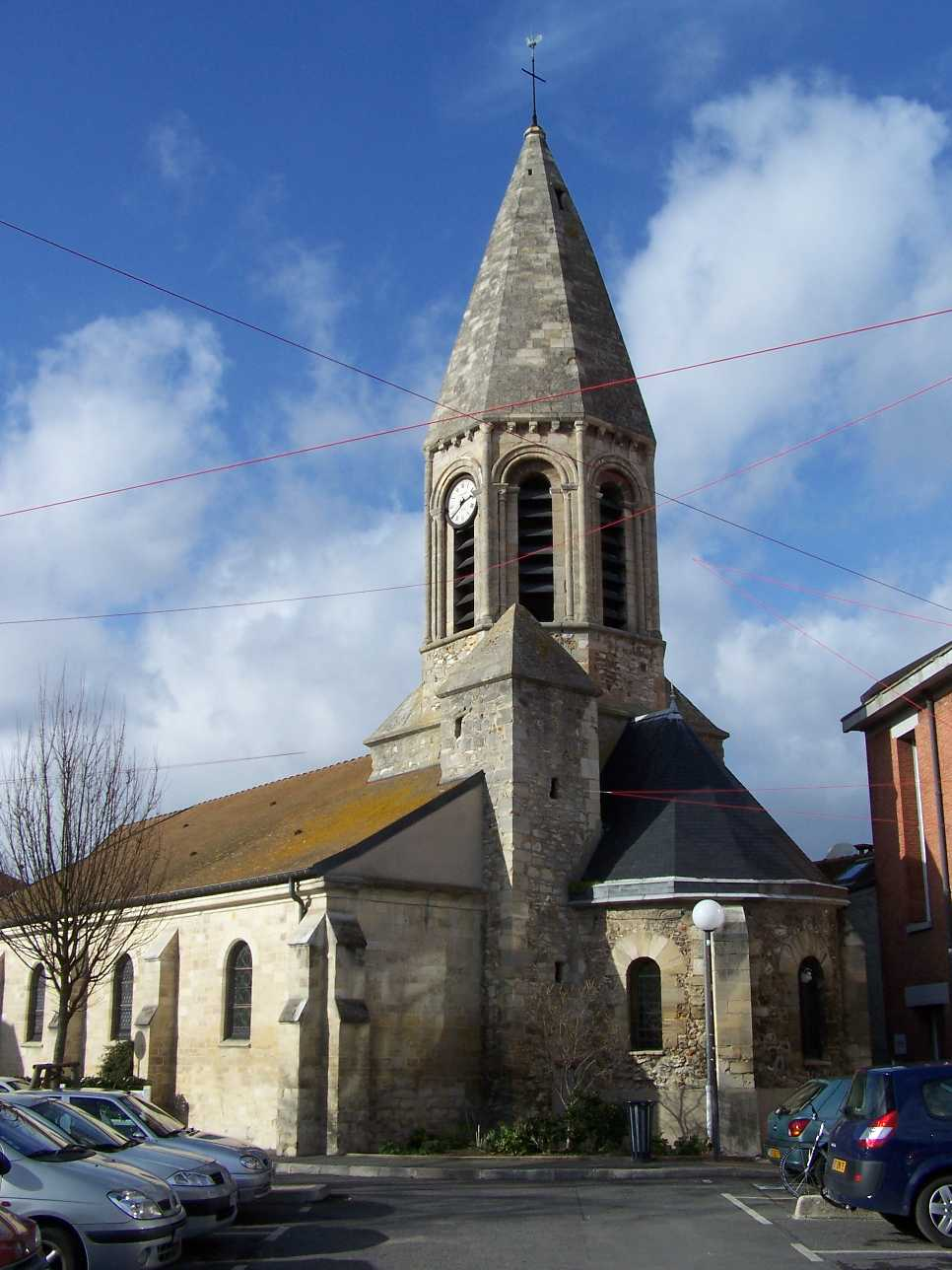
Église Saint-Martin, façade sud.
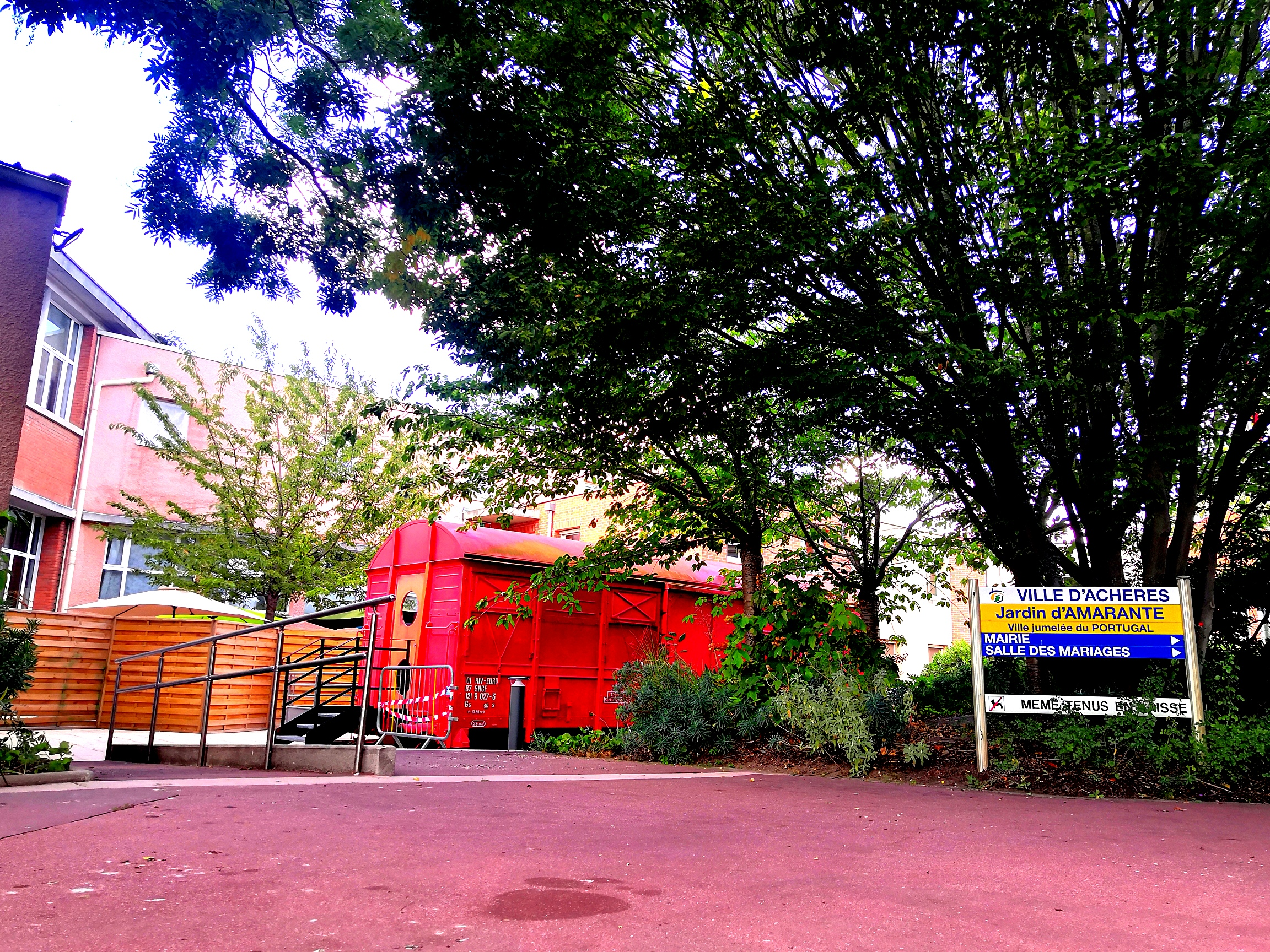
Wagon de marchandises de l'hôtel de ville, hommage aux cheminots achérois et le jardin d'Amarante derrière la mairie d'Achères.
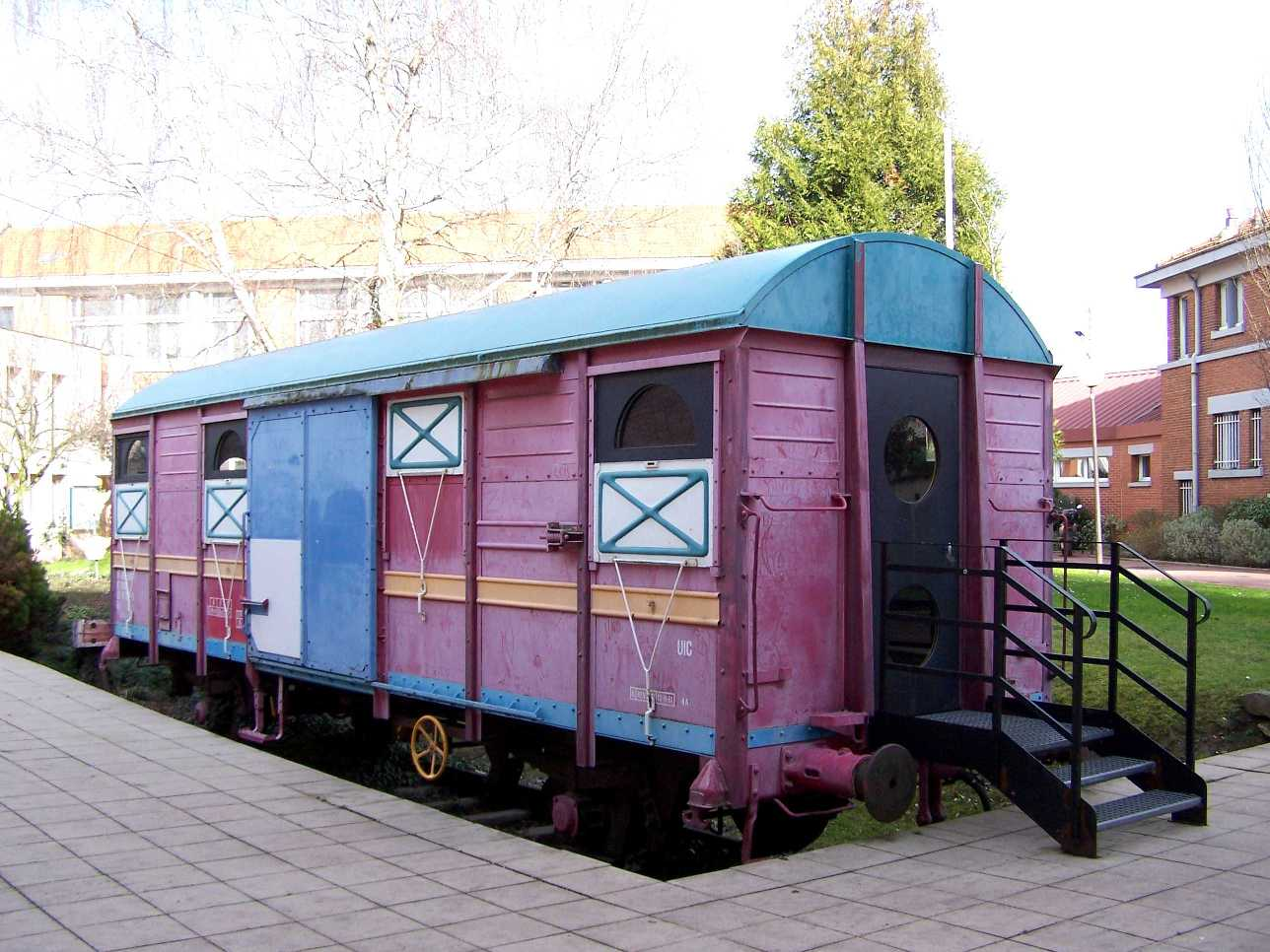
Ancienne photo du Wagon de marchandises de l'hôtel de ville, hommage aux cheminots achérois.
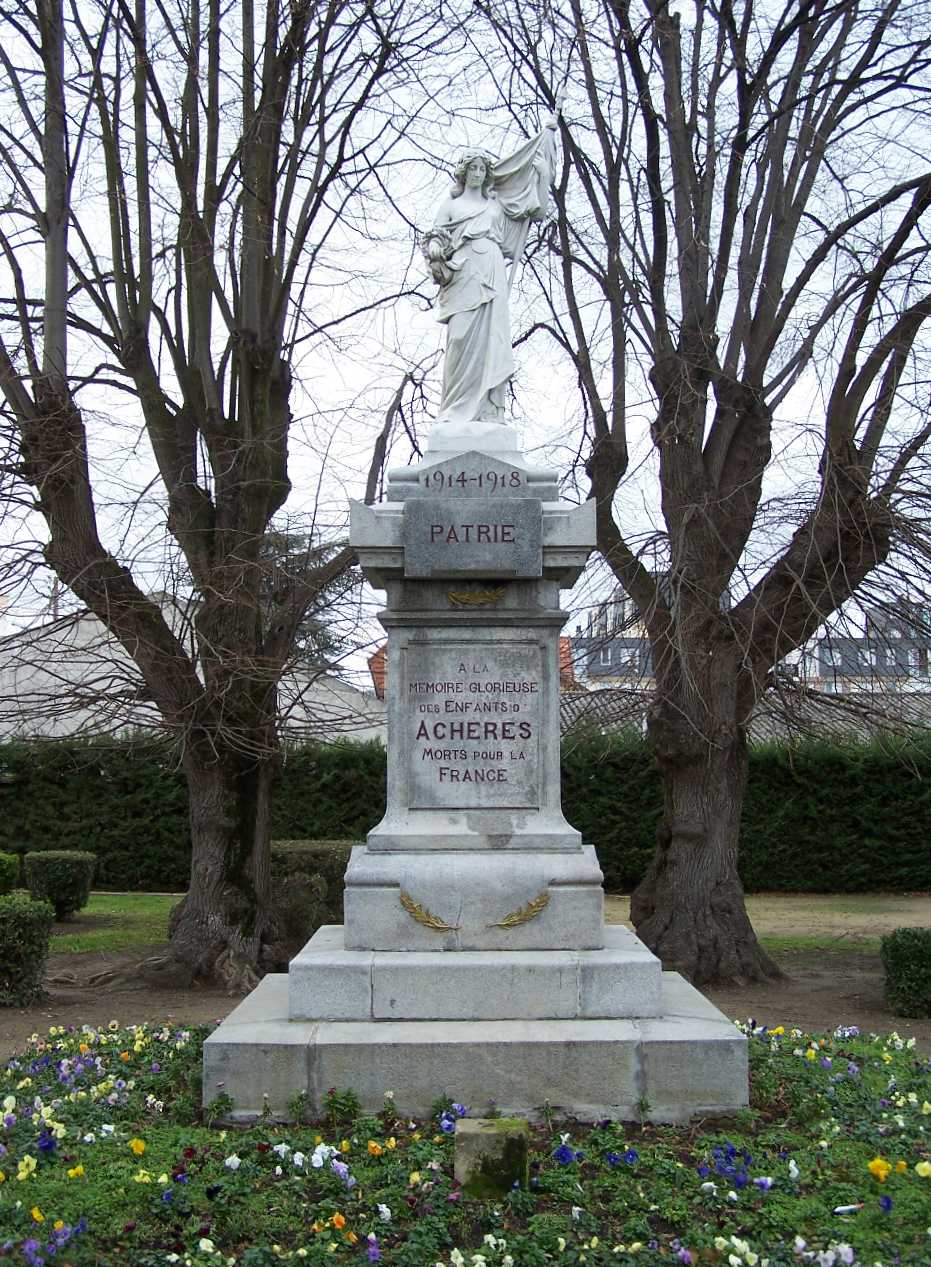
Monument aux morts en centre-ville.
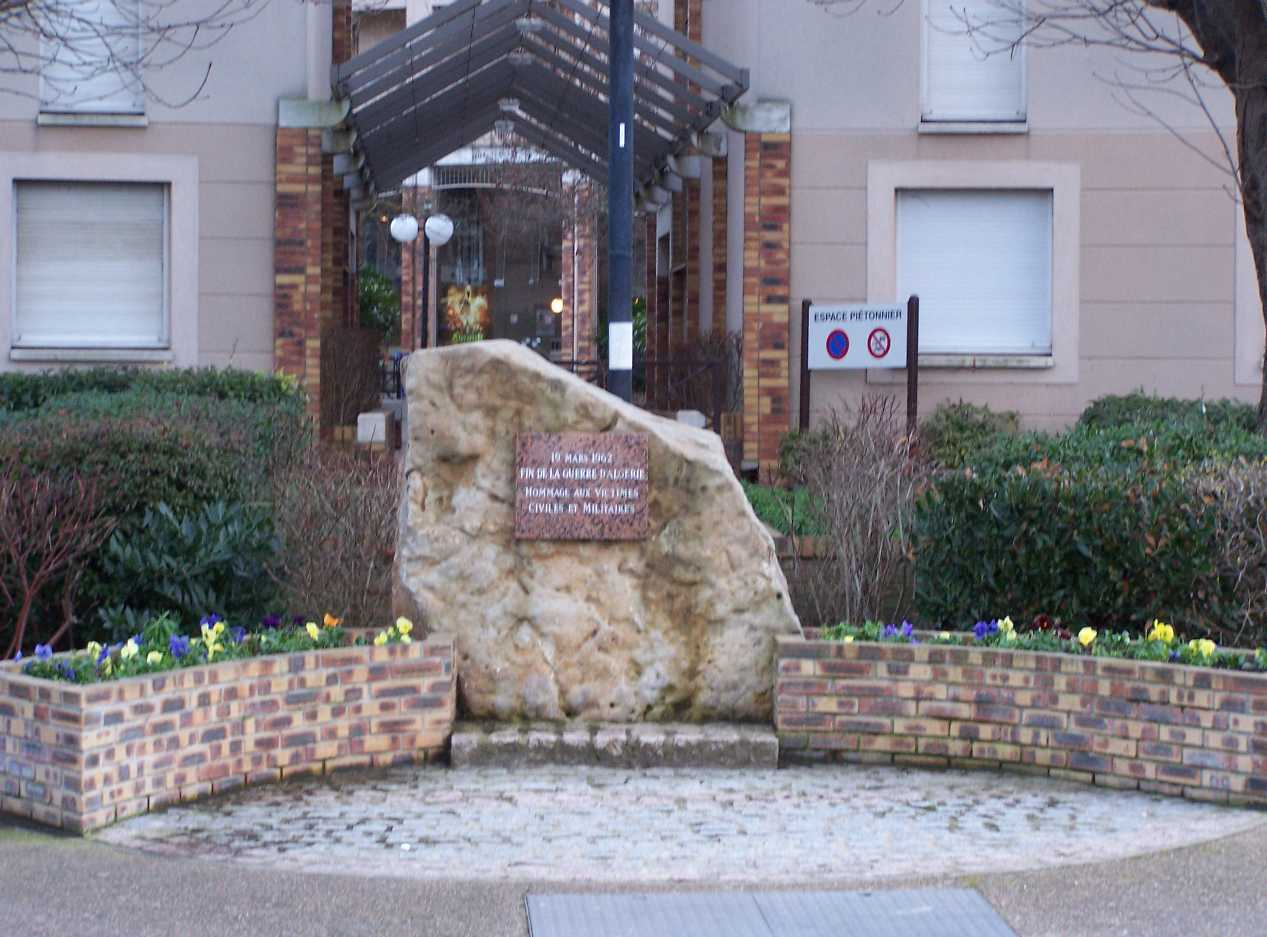
Monument aux morts de la guerre d'Algérie.
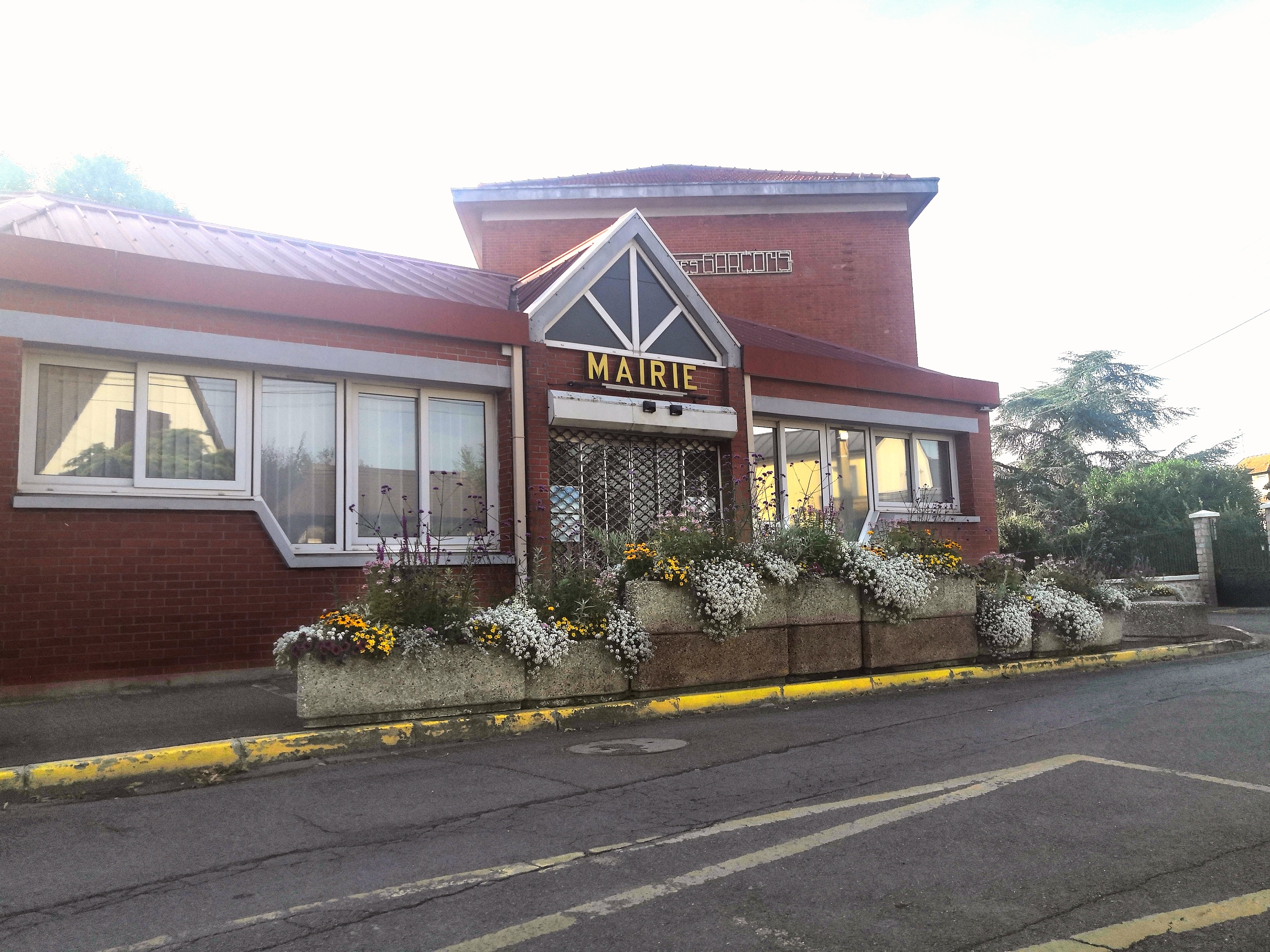
Entrée principale de la mairie d'Achères.

#### Les croix d'Achères
Deux évènements ont fortement marqué les habitants d'Achères au milieu du XIXe siècle, d'une part les inondations quasi-annuelles des champs maraîchers, dues aux crues de la Seine, et les épidémies de choléra de 1852 et de 1866. Les inondations, et surtout celle de 1850, purent être subjuguées grâce à la digue et le village sortit indemne des épidémies. L'abbé Duport fit ériger des croix commémorant les événements et en remerciement de la protection divine sur Achères. Il en reste aujourd'hui trois.

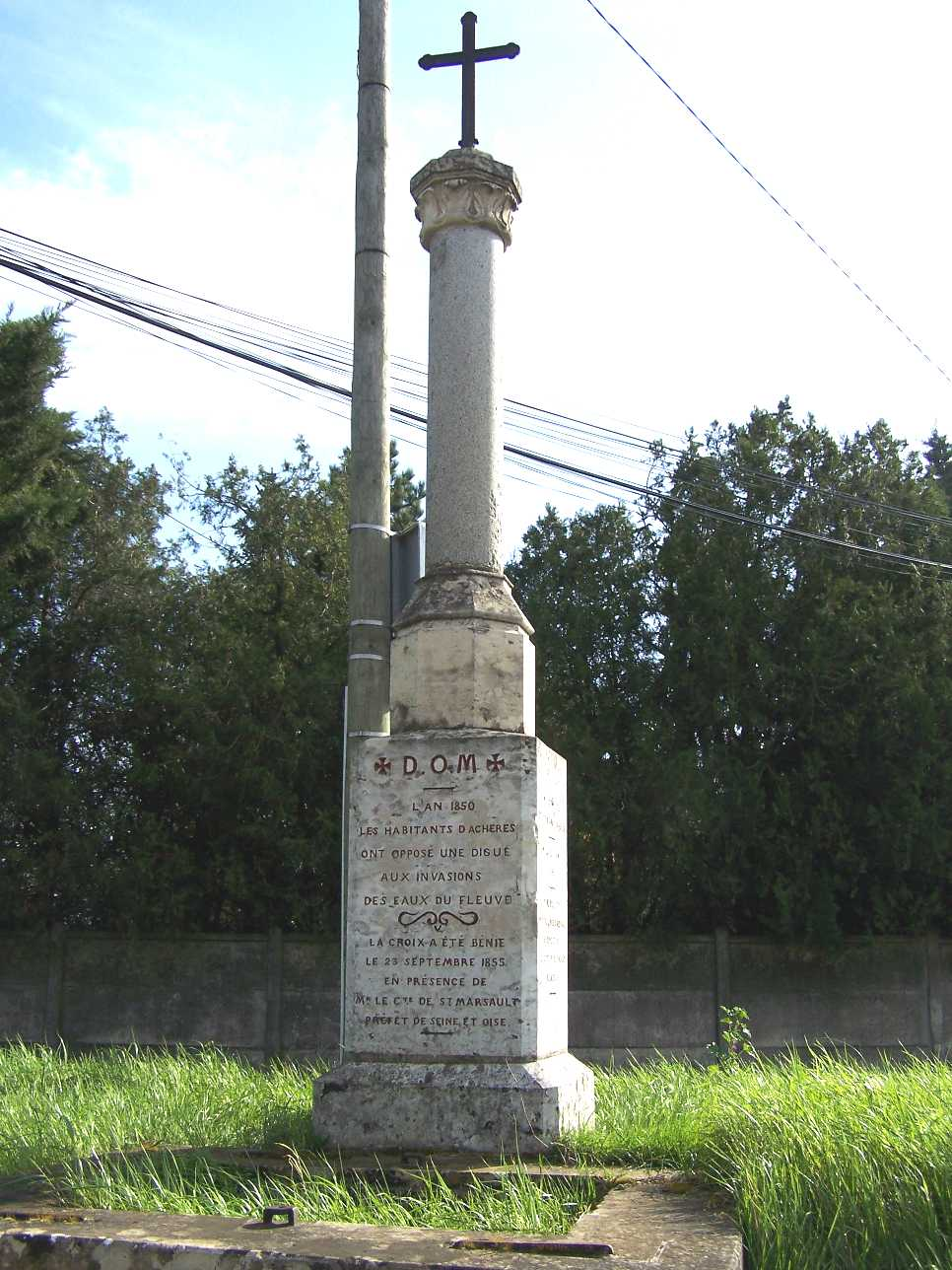
La Croix d'Achères sur la digue, érigée en 1855 « D.O.M. - L'an 1850, les habitants d'Achères ont opposé une digue aux invasions des eaux du fleuve ».
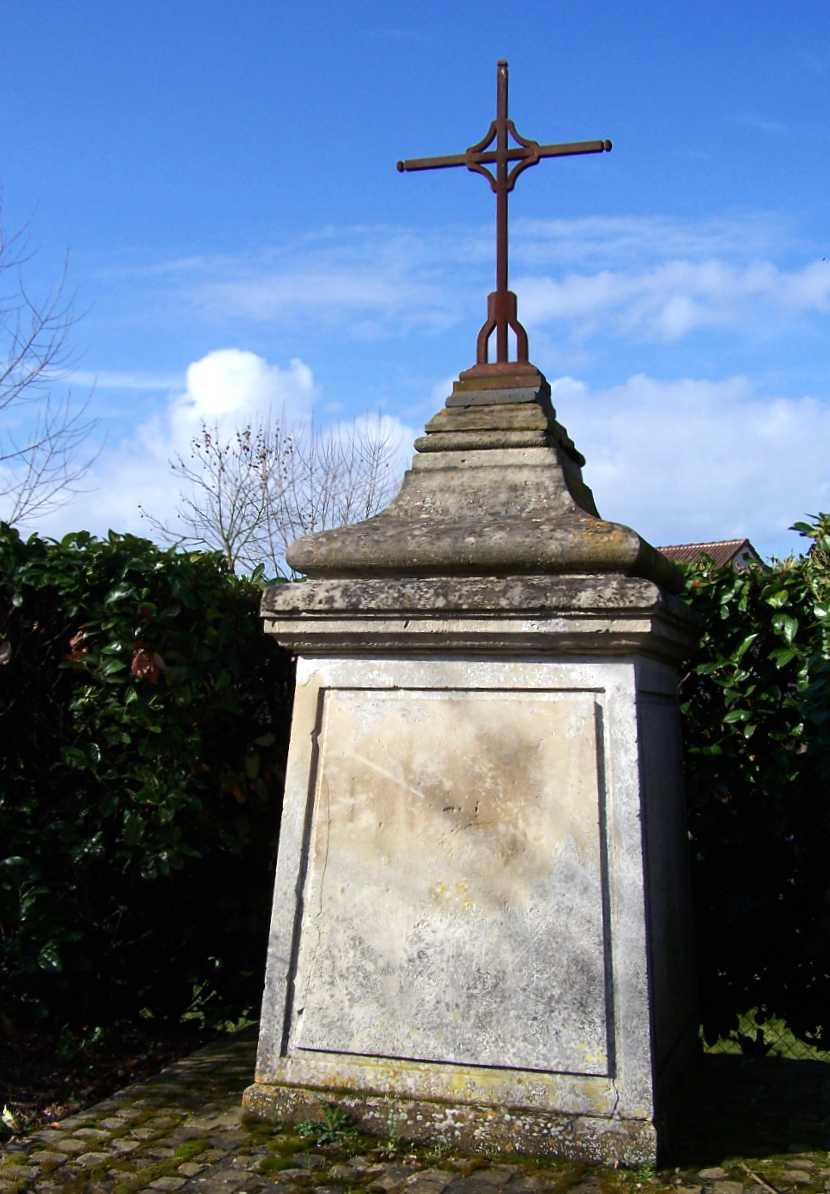
La Croix de la rue de Saint-Germain aujourd'hui au lieu-dit la Porte d'Achères.
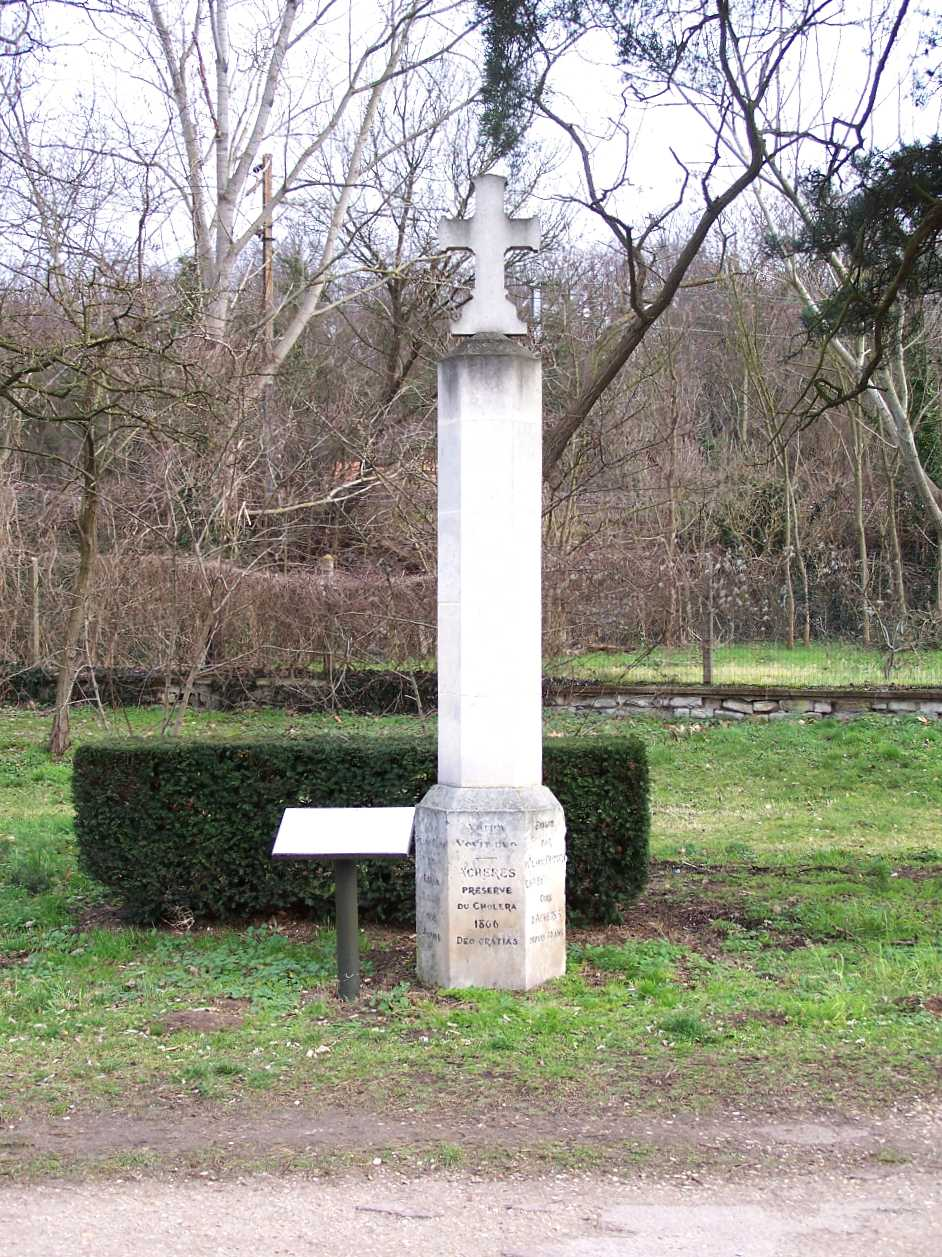
La Croix du Magasin sur l'avenue de Conflans (le magasin était un entrepôt à proximité).

### Personnalités liées à la commune
- Anne Charles Basset de Montaigu (1751-1821), général français de la Révolution et de l’Empire demeura à Achères.
- Aimé Bonna (1855-1930), industriel, inventeur du tuyau en béton armé, fondateur de la Société des tuyaux Bonna, mort à Achères ; il fut concessionnaire du parc agricole d'Achères.
- Gaston de Chasseloup-Laubat et Camille Jenatzy, détenteurs des premiers records de vitesse terrestre, en 1898 et 1899.
- Andrée Lafayette (1903-1989), actrice née à Achères.
- Les descendants de Colbert y possédèrent 2 maisons.
  - Marie Jeanne Colbert (1771-1793), mariée à André Sauveur Alexandre, comte de Neufermeil de Montry.
  - Jeanne David (vers 1756-1812), veuve de Louis Henri François Colbert (1737-1792), colonel d'infanterie, chevalier de Saint-Louis.

### Héraldique
| Armes d'Achères | Les armes d'Achères se blasonnent ainsi : D'argent à la tête d'ours au naturel emmuselé de gueules et annelé d'or. Ces armes sont celles de la famille Morlet du Museau, anciens seigneurs d'Achères de 1553 à 1749. Elles ont été adoptées par la commune en 1972. |